# Dub u osady Černýš
Dub u osady Černýš je památný strom dub letní (Quercus robur) v Černýši, části obce Perštejn v okrese Chomutov v Ústeckém kraji. Strom roste při okraji lesa nad pravým břehem Ohře v Doupovských horách ve svahu pod Šumburkem (545 m) se zříceninou hradu Šumburk, východně od osady Černýš.
Koruna stromu sahá do výšky 24 m, obvod kmene měří 306 cm (měření 2009). V roce 2009 bylo odhadováno stáří stromu na 200 let. Dub je chráněn od roku 2008 jako krajinná dominanta a strom s významným vzrůstem.

## Stromy v okolí
- Lípa v Černýši
- Lípa u Lužného
- Lípa v Ondřejově
- Ježíšův dub